# Fabrice Ondama
Fabrice N’Guessi Ondama (ur. 27 lutego 1988 w Ouenzé) – kongijski piłkarz grający na pozycji prawego pomocnika. Od 2010 jest zawodnikiem klubu Wydad Casablanca.

## Kariera klubowa
Swoją karierę piłkarską Ondama rozpoczął w klubie TP Mystère. W jego barwach zadebiutował w 2005 roku w kongijskiej lidze. W 2006 roku grał w klubie CS La Mancha, a w 2007 roku w klubie Étoile du Congo. Następnie w 2007 roku wyjechał do Francji i grał w rezerwach Stade Rennais. W sezonie 2008/2009 był z nich wypożyczony do US Créteil-Lusitanos. W 2009 roku wrócił do Konga i grał w CSMD Diables Noirs. W 2009 roku wywalczył z nim mistrzostwo Konga.
W 2010 roku Ondama przeszedł do marokańskiego klubu Wydad Casablanca. W 2011 roku awansował z nim do finału Ligi Mistrzów. W 2012 roku wypożyczono go do saudyjskiego klubu Ittihad FC, w którym zadebiutował 2 lutego 2012 w przegranym 0:2 domowym meczu z Al-Szabab Rijad. Latem 2012 wrócił do Wydadu. W sezonie 2014/2015 wywalczył z nim mistrzostwo Maroka.
| Sezon   | Klub                 | Kraj             | Rozgrywki                | Mecze | Gole |
| ------- | -------------------- | ---------------- | ------------------------ | ----- | ---- |
| 2005    | TP Mystère           | Kongo            | Championnat National MTN | ?     | ?    |
| 2006    | CS La Mancha         | Kongo            | Championnat National MTN | ?     | ?    |
| 2007    | Étoile du Congo      | Kongo            | Championnat National MTN | ?     | ?    |
| 2007/08 | Stade Rennais B      | Francja          | CFA                      | 19    | 4    |
| 2008/09 | US Créteil-Lusitanos | Francja          | CFA                      | 8     | 0    |
| 2009    | CSMD Diables Noirs   | Kongo            | Championnat National MTN | ?     | ?    |
| 2010    | CSMD Diables Noirs   | Kongo            | Championnat National MTN | ?     | ?    |
| 2010/11 | Wydad Casablanca     | Maroko           | GNF 1                    | 23    | 9    |
| 2011/12 | Wydad Casablanca     | Maroko           | GNF 1                    | 6     | 0    |
| 2011/12 | Ittihad FC           | Arabia Saudyjska | I liga                   | 11    | 2    |
| 2012/13 | Wydad Casablanca     | Maroko           | GNF 1                    | 22    | 5    |
| 2013/14 | Wydad Casablanca     | Maroko           | GNF 1                    | 26    | 7    |
| 2014/15 | Wydad Casablanca     | Maroko           | GNF 1                    | 13    | 2    |
| 2015/16 | Wydad Casablanca     | Maroko           | GNF 1                    |       |      |

## Kariera reprezentacyjna
W reprezentacji Konga Ondama zadebiutował 17 czerwca 2007 w zremisowanym 1:1 meczu kwalifikacji do Pucharu Narodów Afryki 2008 z Republiką Południowej Afryki. W 2015 roku został powołany do kadry na Puchar Narodów Afryki 2015. Rozegrał na nim cztery mecze: z Gwineą Równikową (1:1), z Gabonem (1:0), Burkina Faso (2:1 i gol w 87. minucie) i ćwierćfinał z Demokratyczną Republiką Konga (2:4).